# (34398) Terryschmidt
(34398) Terryschmidt est un astéroïde de la ceinture principale.

## Description
(34398) Terryschmidt est un astéroïde de la ceinture principale. Il fut découvert le 9 septembre 2000 à Palmer Divide par Brian D. Warner. Il présente une orbite caractérisée par un demi-grand axe de 2,71 UA, une excentricité de 0,08 et une inclinaison de 4,3° par rapport à l'écliptique.

## Compléments